# جوزيف هور
جوزيف بول هور (بالإنجليزية: Joseph P. Hoar)‏ مواليد 30 ديسمبر 1934 في بوسطن، ماساتشوستس، هو جنرال من قوات مشاة بحرية الولايات المتحدة، وقائد سابق للقيادة المركزية الأمريكية للفترة من 9 أغسطس 1991 حتى 5 أغسطس 1994. تقاعد في 1 سبتمبر عام 1994.